# Cimetière militaire allemand d'Orglandes

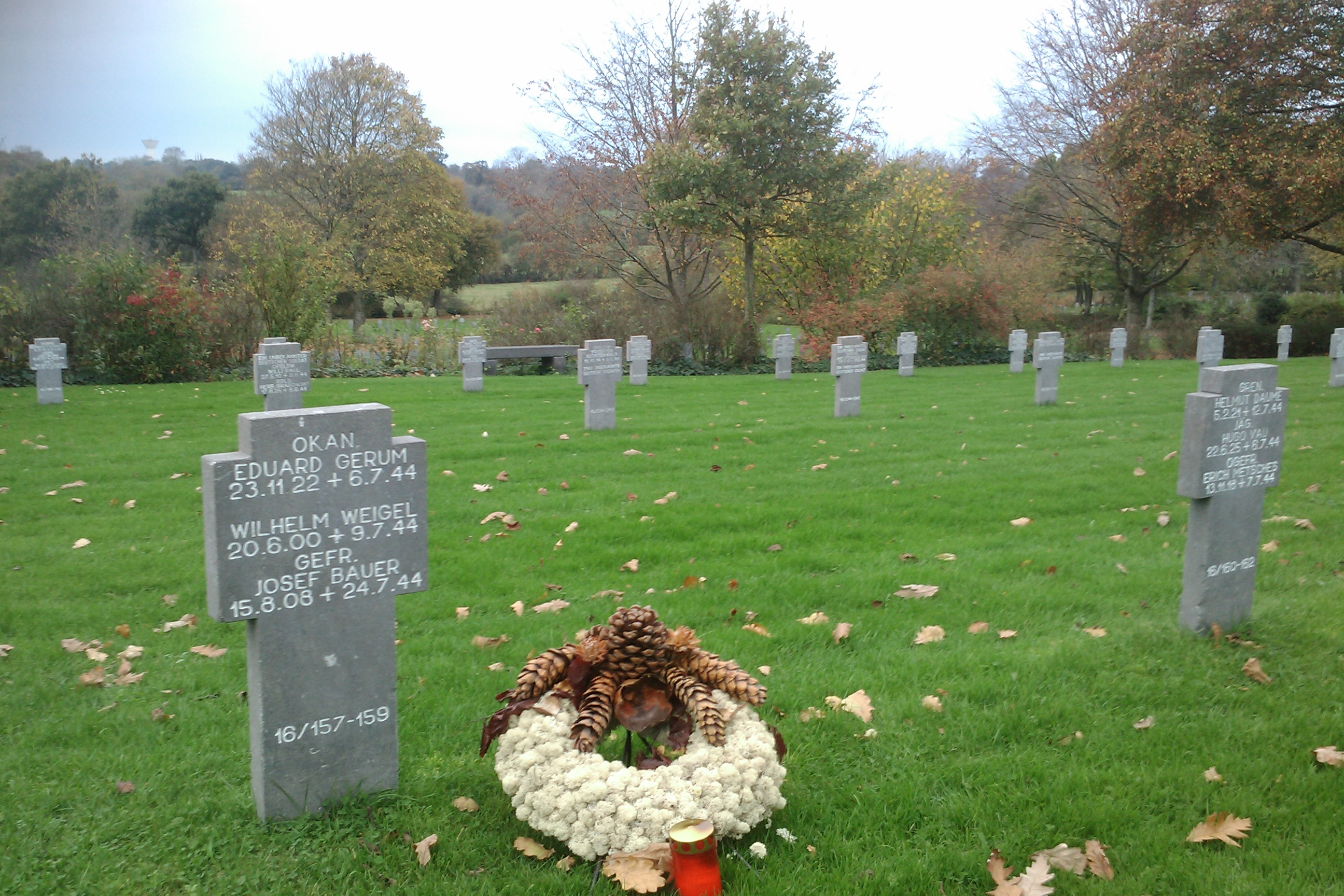
Chaque croix indique le nom, la date de naissance et la date de décès des soldats. Les croix sont gravées des deux côtés, chacune d'elles marquant la présence des tombes de quatre à six soldats.

Le cimetière militaire allemand d'Orglandes est un cimetière où reposent 10 152 soldats allemands tombés pendant la bataille de Normandie, principalement lors des combats dans le Nord Cotentin. Ce cimetière est situé près du village d'Orglandes, dans le nord du département de la Manche.
Le lieu fut initialement un ancien cimetière provisoire américain, mais où furent aussi enterrés des soldats allemands. Les corps américains furent transférés au cimetière américain de Colleville-sur-Mer après 1945. Le cimetière est ensuite aménagé entre 1956 et 1961 par le Volksbund Deutsche Kriegsgräberfürsorge. Aux 7 758 soldats allemands déjà inhumés, seront rajoutés d'autres corps enterrés de manière isolée dans la région.
Le général Wilhelm Falley, premier général allemand tué lors de la bataille de Normandie (dans la nuit du 5 au 6 juin), y est inhumé, ainsi que le général Heinz Hellmich.
Le cimetière est officiellement inauguré le 20 septembre 1961. Il est d'une composition assez simple avec une grande pelouse légèrement arborée. Les corps sont pour la plupart regroupés par quatre ou six sous une croix en pierre de couleur grise.